# The Floor
The Floor este o emisiune concurs de televiziune⁠(d) care este difuzată de postul Kanal D România și a debutat în septembrie 2024. Este varianta românească a francizei The Floor, care a fost prima dată difuzată în Țările de Jos în anul 2023.

## Format
Jocul se desfășoară cu un format de dueluri între două persoane pe diferite teme de cultură generală. 49 de concurenți sunt prezenți la start, fiecare cu propriul domeniu de cunoștințe (domenii variate precum actori, flori, filme, fructe, seriale TV, insule, cântăreți, fotbaliști străini, shopping) și fiecare ocupând un teritoriu din podeaua de 49 de pătrățele (împărțită într-un pătrat de 7x7). Un concurent este ales la întâmplare și trebuie să înfrunte un alt concurent dintr-un pătrat învecinat cu întrebări din domeniul celui provocat. Fiecare concurent are la dispoziție 45 de secunde în care să identifice obiectul sau persoana expusă pe ecran sau sunetul redat în platou. În cazul în care nu știe răspunsul, concurentul poate spune „pas”, dar vor trece trei secunde până când va fi schimbată imaginea sau va fi difuzat următorul sunet. Concurentul care epuizează primul cele 45 de secunde alocate este eliminat, iar câștigătorul preia și pătratul celui învins. La final, premiul cel mare, de 50.000 de lei, este atribuit concurentului care rămâne ultimul pe podea. La finalul fiecărui episod, concurentul care are cele mai multe pătrățele deținute primește un premiu de 5.000 de lei.
Seria completă a unui joc are patru episoade, fiecare având 12-14 dueluri.

## Versiuni internaționale
Olanda a fost prima țară care a difuzat formatul, începând cu ianuarie 2023, la televiziunea RTL 4. Ulterior, formatul a fost preluat de Spania (televiziunea Antena 3⁠(d) difuzând din septembrie 2023), Franța (France 2 difuzând din decembrie 2023), Statele Unite ale Americii (FOX difuzează din ianuarie 2024, prezentator fiind actorul Rob Lowe), Germania (Sat.1 difuzează din februarie 2024) sau Ungaria (RTL difuzează din mai 2024).
Versiunile internaționale ale emisiunii au un număr diferit de concurenți, ajungându-se chiar la 100 de participanți într-un sezon întins pe 10-12 episoade.